# Typhlodromalus serengati
Typhlodromalus serengati är en spindeldjursart som först beskrevs av E.M. El-Banhawy och Abou-Awad 1990.  Typhlodromalus serengati ingår i släktet Typhlodromalus och familjen Phytoseiidae. Inga underarter finns listade i Catalogue of Life.